# Peter Novopaschenny
Peter Novopaschenny (russisch Пётр Алексеевич Новопашенный Pjotr Alexejewitsch Nowopaschenny) (* 18. März 1881 in Nowgorod; † im Oktober 1950 in der Nähe von Orscha in Weißrussland) war vor und während des Ersten Weltkriegs russischer Marineoffizier und kommandierte diverse Kriegsschiffe. Im Zweiten Weltkrieg arbeitete er als Kryptoanalytiker für die deutsche Wehrmacht und entzifferte erfolgreich den verschlüsselten sowjetischen Nachrichtenverkehr.

## Leben

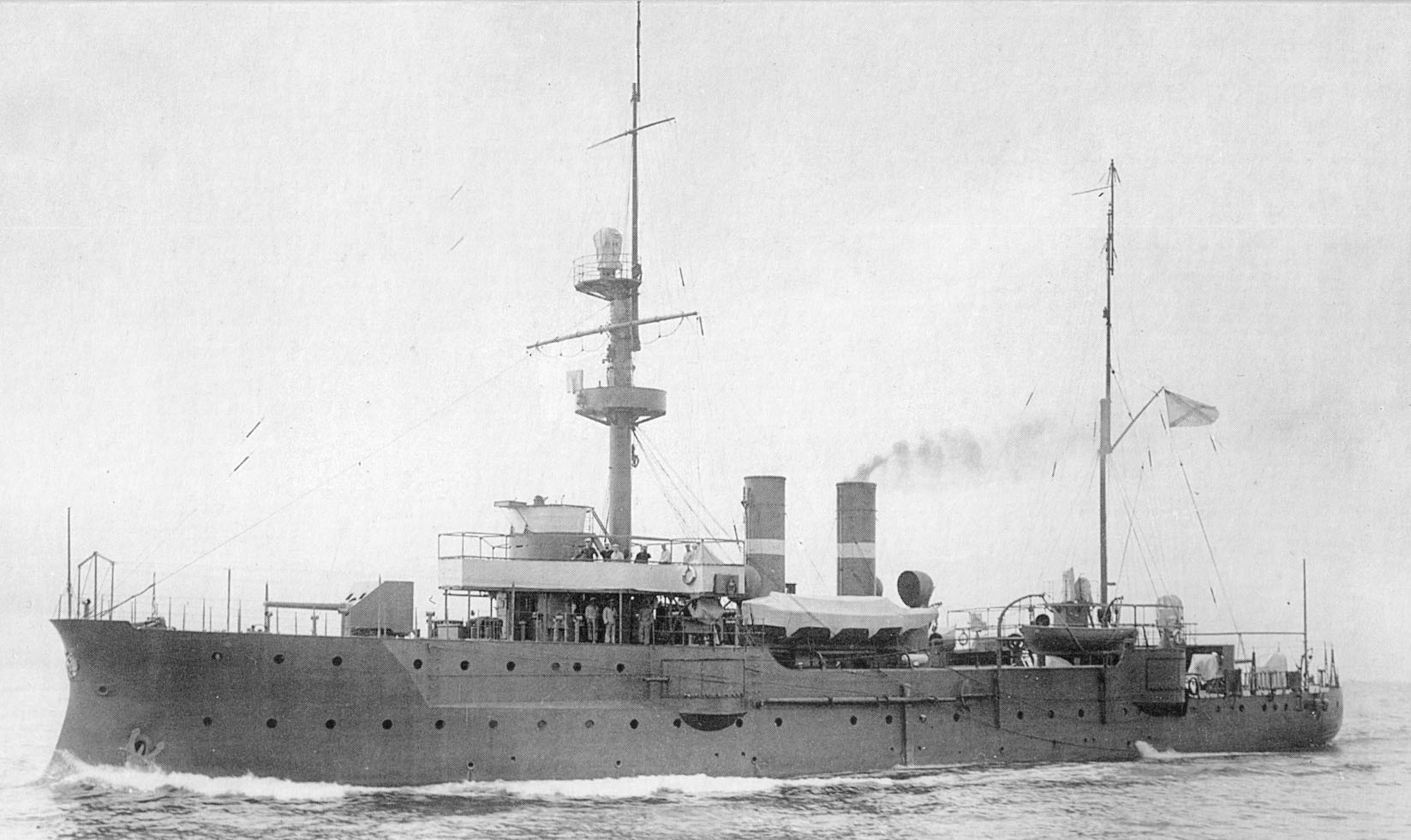
Kanonenboot Siwutsch (1908)

Nach erfolgreicher Absolvierung der Marinekadettenschule im Jahr 1902 diente Peter Novopaschenny als Marineoffizier auf verschiedenen russischen Kriegsschiffen, wie dem alten Monitor Admiral Greig (russisch Адмирал Грейг) im Jahr 1903 und ein Jahr später auf dem Linienschiff Sewastopol. Im Russisch-Japanischen Krieg (1904–1905) nahm er an der Schlacht mit der japanischen Flotte teil. Er geriet in japanische Kriegsgefangenschaft, aus der er allerdings nach kurzer Zeit wieder entlassen wurde. Danach diente er auf anderen Schiffen, wie dem Kanonenboot Siwutsch. Im Jahre 1910 absolvierte er die Nikolajew-Marineakademie in Sankt Petersburg. Während der Hydrographischen Expedition des Nördlichen Eismeers, die die Inselgruppe Sewernaja Semlja entdeckte, kommandierte er von 1913 bis 1915 den Eisbrecher Waigasch (russisch Вайгач) und während des Ersten Weltkriegs moderne zum Nowik-Typ gehörende Zerstörer, wie 1915 die Desna und 1916 die Konstantin. Für seine Verdienste vor und während des Krieges wurde er mit dem Kaiserlich-russischen Orden der Heiligen Anna (russisch Орденъ Святой Анны) ausgezeichnet (4. Stufe am 5. Mai 1904, 3. Stufe am 12. August 1907, 2. Stufe am 12. November 1915). Nach der Oktoberrevolution diente er kurz in der Roten Flotte und nahm im April 1918 im Rahmen des Zentrobalt (Zentralkomitee der Baltischen Flotte) an den Verhandlungen zwischen der deutschen Marine und der Baltischen Flotte in Helsinki teil, die im Hangö-Abkommen gipfelten.
Kurz darauf emigrierte er aus seiner sowjetisch werdenden Heimat, die von Bürgerkrieg und Rotem Terror gegen alte Eliten gekennzeichnet war. Er ging ins Exil zunächst nach London und dann 1921 nach Deutschland. Im Frühjahr desselben Jahres traf Peter Novopaschenny den zehn Jahre jüngeren Deutschen Wilhelm Fenner, der ebenso wie er in Russland geboren war und fließend Russisch sprach. Die beiden verstanden sich auf Anhieb. Novopaschenny bat Fenner um Hilfe bei der geplanten Übersiedlung nach Berlin und vertraute ihm an, dass er während des Krieges als Direktor des russischen kryptanalytischen Dienstes erfolgreich gegen die deutsche Ostseeflotte gearbeitet hatte und er beabsichtige, seine Erfahrungen nun dem deutschen Generalstab zur Verfügung zu stellen. Noch im selben Jahr stellte Fenner die Verbindung her und kam so selbst zum ersten Mal mit der Kryptanalyse in Kontakt. Dieser arbeitete nun, unter Anleitung seines „Lehrmeisters“ Novopaschenny und zusammen mit ihm erfolgreich am Bruch russischer militärischer Chiffren. Dabei waren beiden ihre exzellenten Sprachkenntnisse des Russischen von Nutzen.
Im Herbst 1922 wurden Novopaschenny und Fenner offiziell als Mitarbeiter der Chiffrierstelle (Chi-Stelle) der Reichswehr übernommen. Beide blieben die kommenden zwei Jahrzehnte und auch während des Zweiten Weltkriegs in dieser Organisation, die 1938 mit Gründung des Oberkommandos der Wehrmacht (OKW) in Chiffrierabteilung des Oberkommandos der Wehrmacht (OKW/Chi) umbenannt wurde. Während Fenner zum Ministerialrat (Min.Rat.) und Leiter der Hauptgruppe B (Kryptanalyse) des OKW/Chi aufstieg, leitete Peter Novopaschenny das russische Referat und damit die erfolgreiche Entzifferung sowjetischer Funksprüche.
Nach dem Krieg im Jahr 1945 wurde er vom sowjetischen Geheimdienst in Ringleben in Thüringen festgenommen und bis 1946 in Berlin festgehalten und verhört. Er starb 1950 in einem Lager nahe der weißrussischen Stadt Orscha.